# Vlag van de Westelijke Provincie

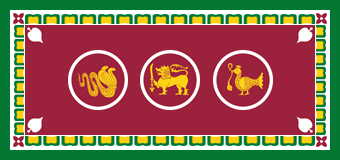
Vlag van de Westelijke Provincie

De vlag van de Westelijke Provincie werd op 14 november 1987 aangenomen als de vlag van de Westelijke Provincie van Sri Lanka.

## Symboliek
De vlag van de Westelijke Provincie heeft concentrische rechthoeken. De buitenste rechthoek is groen en de volgende is wit. Het heeft decoratieve groene en gele bladeren en in de hoeken zijn vier pijlen die elke kant scheiden. In de donkerrode centrale rechthoek staan vier Bodhiboombladeren in de hoeken en drie witte ringen in het midden. In de eerste is een driekoppige gouden slang; in de middelste is een gouden leeuw met zwaard; en in de laatste is een gouden vogel of haan met een zwaard.